# Brèves de comptoir
Ne doit pas être confondu avec Brèves de comptoir (film).
Brèves de comptoir est une série de livres publiés de 1987 à 2015 par Jean-Marie Gourio.
Les Brèves de comptoir sont des recueils de citations authentiques, recueillies dans la vie de tous les jours, surtout dans les bars et les bistrots.

## Présentation
L'auteur, Jean-Marie Gourio, a publié un recueil de ces Brèves de comptoir, sensiblement tous les ans, depuis vingt ans. Dans ces ouvrages, l'absurde, la poésie, l'humour, mais aussi l'actualité et parfois la philosophie se côtoient.
Dans une interview, l'auteur a déclaré avoir entamé cette collecte, car il s'est « toujours demandé de quoi pouvaient parler, le soir, les esclaves qui construisaient les pyramides ! Parce qu'ils disaient bien quelque chose. Mais quoi ? ».
Les Brèves de comptoir ont reçu deux fois le grand prix de l'Humour noir — 1999 et 2000 — et le prix de l’Académie française du jeune théâtre en 2000.
L'expression « Brèves de comptoir » a fait son entrée dans le dictionnaire de la langue française.
Les Brèves de comptoir ont d'abord été adaptées pour la télévision, sous forme de pastille dans la série Palace, réalisée par Jean-Michel Ribes, où elles étaient racontées par Jean Carmet. Par la suite, plusieurs adaptations théâtrales ont été montées, le plus souvent par Jean-Marie Gourio lui-même. Le film 
Brèves de Comptoir (réalisé par Jean-Michel Ribes) reprend le scénario de ces pièces.
Au lendemain de l'attentat contre Charlie Hebdo en janvier 2015, Jean-Marie Gourio décide de cesser définitivement sa collecte des brèves de comptoir dans les bars. Un dernier ouvrage paraîtra, qui réunira les Brèves recueillies entre le 1er décembre 2013 et ce mercredi 7 janvier 2015, jour de l'attentat. Concernant cet arrêt, il parle d'« une minute de silence ...à rallonge ».

## Exemples
« Au pôle Nord, au pôle Sud, à l'équateur, l'homme s'acclimate partout, il n'y a qu'en banlieue qu'il ne s'acclimate pas. »
— Brèves de comptoir 1996
« La première chose à faire pour jouer du piano, c'est soulever le couvercle. »
— Brèves de comptoir 1996
« À la naissance le nain est normal, c'est en grandissant qu'il rapetisse. »
— Brèves de comptoir 2000
« Les auteurs modernes font des livres tellement petits qu'on ne peut plus mettre des fleurs à sécher dedans. »
— Brèves de comptoir 1996
« Dans aucun épisode sur des centaines d'épisodes on voit Rintintin qui fait une crotte… »
— Chiens de comptoir 1996
« La viande la plus chère, c'est le footballeur. »
— Brèves de comptoir 2000

## Publications
- Brèves de comptoir 1987, Éditions Zéro, 1987.
- Brèves de comptoir 1988, Éditions Michel Lafon, 1988.
- Brèves de comptoir 1989, Éditions Michel Lafon, 1989.
- Brèves de comptoir 1990, Éditions Michel Lafon, 1990.
- Brèves de comptoir 1991, Éditions Michel Lafon, 1991.
- Brèves de comptoir 1992, Éditions Michel Lafon, 1992.
- Brèves de comptoir 1993, Éditions Michel Lafon, 1993.
- 10.000 brèves de comptoir (compilation des précédentes), Éditions Michel Lafon, 1993.  (ISBN 2908652919 et 978-2908652918).
- Brèves de comptoir 1994, Éditions Michel Lafon, 1994.
- Brèves de comptoir 1995, Éditions Michel Lafon, 1995.
- Brèves de comptoir 1996, Éditions Michel Lafon, 1996.
- Chiens de comptoir, avec des gouaches de Blandine Jeanroy, Éditions Michel Lafon, 1996.
- Brèves de comptoir 1997, Éditions Michel Lafon, 1997.
- Brèves de comptoir 1998, Éditions Michel Lafon, 1998.
- Brèves de comptoir 1999, Éditions Michel Lafon, 1999.
- Brèves de comptoir 2000, Éditions Michel Lafon, 2000.
- L'intégrale des brèves de comptoir 1998-2000, J'ai lu, 2001.
- Brèves de comptoir, l'anniversaire !, Éditions Robert Laffont, 2007.
- Nouvelles brèves de comptoir, Éditions Robert Laffont, 2008.
- Les 4 saisons des brèves de comptoir : Le printemps, Éditions Robert Laffont, 2009.
- Les 4 saisons des brèves de comptoir : L'été, Éditions Robert Laffont, 2009.
- Les 4 saisons des brèves de comptoir : L'automne, Éditions Robert Laffont, 2009.
- Le grand café des brèves de comptoir, Éditions Robert Laffont, 2013.
- Le petit troquet des brèves de comptoir, Éditions Robert Laffont, 2015, 504 p.  (ISBN 222118856X et 978-2221188569)

## Adaptations

### Télévision
- 1988 : Palace, réalisé par Jean-Michel Ribes. Raconté par Jean Carmet.

### Théâtre
- 1994 : Brèves de comptoir, Théâtre Tristan Bernard. Nominations aux Molières 1995 : meilleur spectacle comique et meilleures adaptation et mise en scène. Reprise et tournée en 1995[5].
- 1999 : Les Nouvelles Brèves de comptoir, Théâtre Fontaine.
- 2010 : Les Nouvelles Brèves de comptoir, Théâtre du Rond-Point. Nominations aux Molières : meilleure pièce comique et meilleure mise en scène.

### Opéra
- 2004 et 2012 : Les Cantates de Bistrots, Péniche Opéra (Opéra-Comique)

### Cinéma
- 2014 : Brèves de comptoir, film français réalisé par Jean-Michel Ribes, sorti en 2014[6].

## Postérité
Du fait du succès important des Brèves de comptoir dès la parution du premier opus, l'expression brèves de comptoir, et même le mot brèves ont fait florès (l'expression est entrée dans le dictionnaire Le Petit Robert).
De nombreux ouvrages reposant sur le même procédé ont ainsi été édités, sans remporter toutefois le même succès.
- Christian Hugot, Brèves de bureau, Le Manuscrit, 2001.  (ISBN 2748102061)
- Christophe Gernez, 1 001 brèves, Theles, 2005.  (ISBN 2847762108)
- Ouvrage collectif, Brèves d'auteurs, Babel, 2006.  (ISBN 2742761624)
- Jean-Claude Rey, Brèves de conteur, Autres Temps, 2007.  (ISBN 2845211716)
- René Lenoir, Brèves de couloir - bêtisier du langage d'entreprise, Mots & Cie, 2007.  (ISBN 2913588891) [présentation en ligne]
- Lola Sémonin, Brèves de la Madeleine, Sekoya, 2007.  (ISBN 2847510524)
- Georges Cathalo, Laurent Galès et Daniel Herrero, Brèves d'ovalie, Chiflet & Cie, 2007.  (ISBN 2351640284)
- Emmanuel Pierrat, Brèves de prétoire, Chiflet & Cie, 2007.  (ISBN 2351640160)
- Denis et Loïc Bouglouan, Les Brèves du comptoir, ed. Denis Bouglouan, 2018.  (ISBN 295655302X)
- Denis et Loïc Bouglouan, Les Brèves de mon comptoir, ed Denis Bouglouan 2019.  (ISBN 2956553097)
- Denis et Loic Bouglouan, Brèves du Comptoir 1 et 2 (Best Of), ed Denis Bouglouan 2020.  (ISBN 2956553046)